# Acetato di geranile
L'acetato di geranile è un monoterpene ed è l'estere dell'acido acetico con il geraniolo. È uno dei costituenti naturali di più di sessanta oli essenziali tra i quali neroli e petitgrain ed estratti da citronella, coriandolo, eucalipto, geranio.
Può essere ottenuto o per distillazione frazionata di oli essenziali poco pregiati o facendo reagire il geraniolo con acido acetico.
Trova varie applicazioni in profumeria.
Allo stato liquido è incolore mentre in forma leggermente più condensata è giallo pallido. È insolubile in acqua ma solubile in pochi altri solventi polari come gli alcoli.
La U.S. Food and Drug Administration lo ha dichiarato generalmente innocuo (generally recognized safe, GRAS).